# Robert Tufiși
Robert Emil Tufiși (n. 28 mai 1976, Râmnicu Vâlcea, România) este un fost fotbalist român care a evoluat la CSM Râmnicu Vâlcea. De-a lungul carierei a mai evoluat la Farul Constanța, UTA Arad, Rocar București, FCM Reșița, Gloria Bistrița și la Forex Brașov.